# Fiskekvote
En fiskekvote er betegnelsen for en kvote af den samlede tilladte fangstmængde af næsten 200 fiske- og skaldyrbestande i det nordøstatlantiske område. Det udregnes efter det fiskeripolitiske instrument Total Allowable Catch (TAC), der bruges af EU og i internationale fiskeriaftaler. TAC'erne fordeles til de enkelte medlemslande ved hjælp af kvoter, som vedtages af fiskeriministrene i Rådet for Den Europæiske Union.
Det nuværende danske fiskekvotesystem bygger på princippet om individuelle omsættelige fiskekvoter, der i juridisk terminologi på dansk kaldes: Individuelt Overdragelige Kvoteandele, også kaldt IOK-kvoter. Systemet blev indført igennem to reformer vedtaget i 2002 og 2006. Systemet erstattede et rationeringssystem, der havde til hensigt at give alle fartøjer lige adgang til at fiske.
IOK-kvoter fungerer ved, at individuelle fangstkvoter tildeles det enkelte fartøj efter, hvor meget fartøjet har fanget i årene forinden. På baggrund af denne fangst får det enkelte fartøj ret til at fange en specifik mængde af en specifik fiskeart i et specifikt område over en periode på typisk et år.  Fiskekvoterne er bundet op på fartøjer, ikke den individuelle fisker.
Systemet er udarbejdet med et markedsprincip for øje. Fiskekvoterne fungerer som immaterielle aktiver og kan derfor købes, sælges, lejes og belånes.